# Коммунистическая партия Турции (1993)
Коммунистическая партия Турции (КПТ; тур. Türkiye Komünist Partisi) — коммунистическая партия, действующая в Турции с 1993 года. До 2001 носила имя Партия социалистической власти. В 2014 году разделилась на «Коммунистическую партию» и «Народную коммунистическую партию Турции».

## История
Партия создана как Партия социалистической власти (ПСВ; тур. Sosyalist İktidar Partisi) в 1993 членами Социалистической турецкой партии (тур. Sosyalist Türkiye Partisi), созданной 7 ноября 1992 и запрещённой Конституционным судом за пункты программы, касающиеся курдского вопроса. Основными принципами новой партии стали: антиимпериализм, коллективизм, борьба с исламским фундаментализмом и независимость от капитализма. Важными направлениями деятельности партия считала борьбу в университетах и профсоюзах. Партия рассматривала Европейский союз как империалистическую организацию.
Партия считает себя правопреемницей Коммунистической партии Турции, созданной в 1920.
В 2000 ПСВ инициировала массовую кампанию за возвращение гражданства известному турецкому поэту-коммунисту, покойному Назыму Хикмету. В ходе кампании, собравшей около 500 тыс. подписей, партия смогла завоевать авторитет среди широких масс и популяризовать идеи социализма в турецком обществе.
Другой значительной акцией стал «Народный меморандум» (2001), ставший попыткой распространения в обществе основных социалистических идей.
Ещё в 1995 на I съезде партии было принято решение принять название «коммунистическая» в минимально возможные сроки. В 2000 печатный орган партии изменил своё название с «Социалистической власти» на «Коммунистическую власть».
В 2001 на VI съезде партии название партии было изменено, она стала именоваться Коммунистическая партия Турции, несмотря на то, что турецкие законы запрещают создание партии, имеющие в своём названии слово «коммунистическая».
В 2003 ТКП основала «Комитет против агрессии в Ираке» против планов США по вторжению в эту страну. В результате проведённой Комитетом кампании был отложен декрет, позволяющий США использовать турецкую территорию для переброски своих войск в Ирак.
КПТ предпринимала усилия для отмены саммита НАТО, проходившего в Стамбуле в июне 2004.
В 2014 году две соперничающие фракции в КПТ согласились заморозить деятельность партии и впредь выступать под отдельными названиями, не используя символику КПТ, как Коммунистическая партия (Турция) и Народная коммунистическая партия Турции.

## Политическая платформа
Партия последовательно выступает против членства Турции в Европейском Союзе, который она рассматривает как империалистическую организацию. КПТ считает НАТО милитаристским инструментом в руках империализма и борется за выход Турции из этой организации.
По отношению к Кипрскому вопросу КПТ выступает за единый независимый социалистический Кипр, за выведение с его территории всех иностранных войск, включая турецкие, греческие и британские, за выход Кипра из состава ЕС.
ТКП рассматривает исламский фундаментализм как контрреволюционную силу, используемую турецкой буржуазией для подавления левых сил, начиная с 1960-х годов.
КПТ борется с неолиберализмом как идеологией, лежащей в основе «Нового мирового порядка», как на идеологическом, так и на политическом фронтах. Неоимпериализм может победить только сплочённое движение рабочего класса, формирование которого — основная задача КПТ. Партия выступает за трасформацию «жёлтых» профсоюзов в «красные», ликвидацию бюрократии в профсоюзах. КПТ организовала Рабочий Союз, нацеленный на координацию действий трудящихся различных профессий.
Партия рассматривает себя как организацию курдского и турецкого пролетариата. С её точки зрения, освобождение курдского народа невозможно рассматривать отдельно от освобождения турецкого пролетариата. Вместе с тем, партия выступает против курдского национализма.
КПТ рассматривает борьбу в университетах и школах как важное направление борьбы за социализм. Студенческая организация КПТ входит в состав Всемирной федерации демократической молодёжи.
КПТ выражает поддержку социалистическим правительствам Кубы и КНДР, поддерживает создание Ассоциации дружбы с Кубой имени Хосе Марти.

## Участие в выборах
ПСВ участвовала во Всеобщих выборах 1995 в составе Блока за труд, мир и свободу (вместе с левыми и курдскими организациями). Блок получил около 5 % голосов.
В 1999 ПСВ участвовала в выборах индивидуально и набрала около 39 000 голосов.
На выборах в ноябре 2002 КПТ получила 60 000 голосов.
На муниципальных выборах в марте 2004 КПТ повысила свою электоральную поддержку до 85 000 голосов.
На всеобщих выборах в 2007 КПТ получила 77 657 голосов.
На парламентских выборах 2011 года КПТ получила 61 129 голосов (0,14 %).